# Барскаун
Барска́ун (кирг. Барскоон) — ущелина в Киргизстані в горах Терскей Ала-Тоо.

## Опис
Ущелина Барскаун розташована на південному узбережжі озера Іссик-Куль у заплаві однойменної річки. Протяжність ущелини — близько 10 км.
Ущелина утворилася наприкінці неогену (2-га половина пліоцену) та антропоцену (плейстоцен). За рельєфом складається з 3 частин. Верхня частина відповідає високогірній області, вирізаній давніми та сучасними льодовиками, характерні тор, ступінчасті долини, скелі, морена та інші морфоскульптури; середня частина знаходиться в зоні середньогір'я та низьких гір; характерні ерозійно-денудаційні морфоскульптури (переважно ущелини глибиною до 1 км); розмиті гравійні відкладення тощо; є красиві водоспади; нижня частина відповідає приозерній рівнині (від гирла ущелини до озера); алювій, пролювій займають муловий конус; дно русла річки пологе (до 500–600 м); схили круті. Через Капчигай протікає річка Барскаун. Клімат помірно-континентальний; зима холодна, літо прохолодне, середня температура січня -5 — 8°C, липня +12 — 17°C. Річна кількість опадів становить 350 — 600 мм.
Ущелина знаменита своїми водоспадами. Один з найвідоміших — «Сльози барса». Багато дрібних річок, що впадають у річку Барскаун — золотоносні, і в сонячні дні маленькі крупинки золотого піску виблискують біля їхніх берегів.
Крім водоспаду «Сльози барса», примітні ще три: «Борода аксакала», «Бризки шампанського» і «Чаша Манаса». Останній, згідно з легендою, утворився після того, як Манас зачерпнув води рукою, і від цього в скелі залишилася чаша.
У середній частині ущелини встановлено пам'ятник першому космонавтові Ю. Гагаріну, який любив це місце і відпочивав у розташованому неподалік військовому санаторії Тамга.
Через Барскаунську ущелину проходить автомобільна дорога на перевал Кумтор, де добувають золото.